# Meishi

Exemple de meishi.

Un meishi (名刺) est une carte de visite japonaise. Contrairement aux cartes de visite occidentales, leur forme est formalisée.
La remise d'une carte fait l'objet d'un protocole ritualisé au Japon ; celui qui la donne la présente en la tenant par les coins supérieurs de façon qu'elle soit lisible, et celui qui la reçoit la saisit par les coins inférieurs et en prend connaissance. 